# 브릿 로먼드
브릿 로먼드(Britt Lomond, 1925년 4월 12일 ~ 2006년 3월 22일)는 미국의 배우, 텔레비전 배우, 영화배우, 제2차 세계 대전이다.
시카고에서 태어났으며 헌팅턴비치에서 사망하였다. 사인은 신부전이다.

## 영화
- 천상의 검 (1985년)
- 리브 어 리틀, 러브 어 리틀 (1968년)
- 조로의 싸인 (1958년)
- 조로 (1957년)
- 와이어트 어프의 삶과 전설 (1955년)
- 디즈니랜드 (1954년) - 캡틴 파코 리예스 역